# 摂津茂和
摂津 茂和（せっつ もわ、1899年〈明治32年〉7月21日 - 1988年〈昭和63年〉8月26日）は、日本の小説家、ゴルフ評論家、ゴルフ史家。
雑誌「新青年」などでユーモア小説家として活躍した後、ゴルフ史家として多くのゴルフ関連の書籍を多く著し、ゴルフ関連の施設やゴルフ場の建設にも貢献した。本名は近藤 高男（こんどう たかお）で、「摂津茂和」はフランス語で「これが私」を意味する「C'est moi（セ・モア）」をもじった筆名である。息子は三井物産ニューヨーク本店元社長の近藤久男。

## 経歴
東京府出身。中学時代には薄田泣菫や永井荷風の作品を熟読しており、特に泣菫の風刺的な作品に強い影響を受けた。慶應義塾大学法学部に進学したが、当初は文科を志望したにもかかわらず、父から猛反対されたため、政治科へ進んだ。25歳のとき、父に連れられてヨーロッパを旅行し、パリやロンドンを回った。
慶應を1924年（大正13年）に卒業後、貿易などの実業の傍らで、友人の発行していたゴルフ雑誌に随筆を書いていた。この文業は摂津曰く「素人のすさび」程度のものだったが、これがゴルフ仲間である雑誌「新青年」編集長（当時）の水谷準の目に留まり、水谷の勧めで、1939年（昭和14年）3月号に「新青年」に『のぶ子刀自の太っ腹』を掲載し、40歳にして作家としてデビューした。その後も、ユーモア小説作家として活躍した。水谷は、当時の日本文学にはユーモアが欠けていると考えて、1933年（昭和8年）にユーモア探偵小説を提唱したことを始め、P・G・ウッドハウスやジョンストン・マッカレーを取り上げるなどして、ユーモア小説にかなりの関心を抱いていたが、日本に書ける人物がおらず、摂津に白羽の矢を立てたという。また摂津自身は、当初からユーモア小説を志したわけではないが、どんな小説にも多少のユーモアと風刺を必要と考えており、そうした考えが自然に自分をユーモア小説へ進ませたと見ている。
1941年（昭和16年）に陸軍報道部嘱託として、山岡荘八、久生十蘭、棟田博らと共に、中支前線に従軍、1943年（昭和18年）には海軍報道員として、10か月間マニラに滞在した。翌1944年（昭和19年）、自身にとって初の新聞小説『道は近し』を毎日新聞に連載した。1954年（昭和29年）から光文社の雑誌「面白倶楽部」に連載した小説『台風息子』は、小石栄一の監督、江原真二郎らの主演により、1958年（昭和33年）に映画化もされた。
小説家として14年間の作家生活の後、ゴルフ史家として、ゴルフの著作や訳書を多く著し、ゴルフ用語の由来、ゴルフにまつわる名言や格言、ゴルファーとしての心構えなどを説いた。ゴルフ歴は40歳頃からであり、関東各地を始め、遠くは九州まで各地のゴルフ場を回っていた。アメリカのゴルフ収集家協会（Golf Collector’s Society）に、日本人として初めて会員となり、日本では日本ゴルフ協会の史料委員長を務めた。1979年（昭和54年）には同協会史料委員長として、兵庫県のゴルフ博物館であるJGAゴルフミュージアムの開館にも尽力し、ミュージアム運営副委員長も務めた。千葉県のゴルフ場であるカレドニアン・ゴルフクラブの建設にあたっては、カレドニアンの会長である早川治良と親交があったことから、建設に対して強い影響を与えた。
1988年（昭和63年）に、食欲の減退から入院。同1988年8月、胃癌のため、東京都文京区の順天堂大学医学部附属順天堂医院で、89歳で死去した。

## 評価
小説家としての活動について、フリーの編集者である滝口浩は、戦争という緊張下において現れた作家として名を挙げており、雑誌「新青年」1939年（昭和14年）9月に掲載した『台風の彼方に』を「『ユーモア作家』として編集部に分類されていた摂津茂和の筆が、鮮やかにリアル・タイムの緊迫感を帯びてくる作品」「間国家（インターナショナル）のドラマを摂津茂和は見事に描き出してみせた」とし、摂津を「『新青年』が生んだ最大の国際小説家」と評価している。摂津自身は、大学時代のヨーロッパ旅行の経験が、自身の小説執筆の題材を提供することになったと語っていた。
直木賞創設に携わった菊池寛は、1942年（昭和17年）の直木賞審査後に、摂津が1941年（昭和16年）に刊行した第2作品集『三代目』を読み、「この作家は、大衆文学の芥川龍之介と云ってももいほど、物識りで才筆である。この人が、今迄直木賞の候補に上がらなかった事は、我々委員会の手落であるとさえ思った」と絶賛した。
ゴルフ史家としては第一人者とされ、ゴルフ書籍の収集家としても世界的に著名である。千葉のカレドニアン・ゴルフクラブ建設に尽力したことについて、会長の早川治良は、摂津がいなければカレドニアンは無かったとして「カレドニアンの恩人」と語っている。実業家の野間省一は、ゴルフについてわからないことは何でも教わったことから「ゴルフ博士」と呼んでいた。没後、告別式の行われた同1988年8月29日は月曜日であり、ゴルフ評論家である金田武明は「ゴルファーがもっとも気にしない月曜日が葬儀だったのもゴルフ人らしい」と語った。

### 受賞歴
- 第2回新青年賞（1940年〈昭和15年〉）[11]
- 第5回新潮社文芸賞（1942年〈昭和17年〉） - 作品集『三代目』による受賞[11]

## 著作

### 小説
- 『颱風の彼方に 小説選集』博文館、1940年4月。 NCID BA58221461。[11]
- 『三代目』東成社〈ユーモア文庫〉、1941年。全国書誌番号:44057975。[11]
- 『和蘭勘定』読切講談社、1942年12月。 NCID BA5454897X。[11]
- 『横顔の提督』興亜日本社、1943年6月。 NCID BA5454897X。[11]

他、多数。

### ゴルフ関連
- 『日本ゴルフ60年史』有明書房、1960年6月。 NCID BN06942407。[29]
- 『偉大なるゴルフ』ベースボール・マガジン社、1985年10月。ISBN 978-4-583-02551-3。[2]
- 『不滅のゴルフ名言集』ベースボール・マガジン社、1982年9月。ISBN 978-4-583-02137-9。[29]
- 『古典ゴルフひと口噺』ベースボール・マガジン社、1986年11月。ISBN 978-4-583-02600-8。[2]
- 『ゴルフ千夜一夜』ベースボール・マガジン社〈摂津茂和コレクション〉、1992年9月。ISBN 978-4-583-03015-9。[3]

他、多数。